# Anemallota
Anemallota is een geslacht van vlinders van de familie echte motten (Tineidae).

## Soorten
- A. praetoriella (Christoph, 1872)
- A. pyrosoma (Meyrick, 1924)
- A. repetekiella Zagulajev, 1971
- A. tunesiella Zagulajev, 1966
- A. vittatella (Chrétien, 1915)